# İkizgöl, Eleşkirt
İkizgöl là một xã thuộc huyện Eleşkirt, tỉnh Ağrı, Thổ Nhĩ Kỳ. Dân số thời điểm năm 2011 là 207 người.